# Gioventù di notte
Gioventù di notte è un film del 1961 diretto da Mario Sequi.
Fu il primo film di Stefania Sandrelli.

## Trama
Elio e un gruppo di giovani, tutti di buona famiglia, si divertono passando le loro giornate compiendo stupide imprese teppistiche e attività illecite. Il progressivo aumento delle loro azioni li porterà a fare una rapina. Purtroppo la rapina finisce male e ci scappa il morto: il gruppo a questo punto si trova implicato in un omicidio. La polizia brancola nel buio per via della complicatezza delle indagini. Nel frattempo Elio conosce e si innamora di una spogliarellista di night club che si chiama Suzette. Il resto del gruppo, passato del tempo, pensa oramai di averla fatta franca; ma compiono delle imprudenze che permetteranno alla polizia di risalire a loro e di arrestarli.

## Colonna sonora
- Monotony Cha Cha Cha, Marcello Gigante (1961)